# Momo

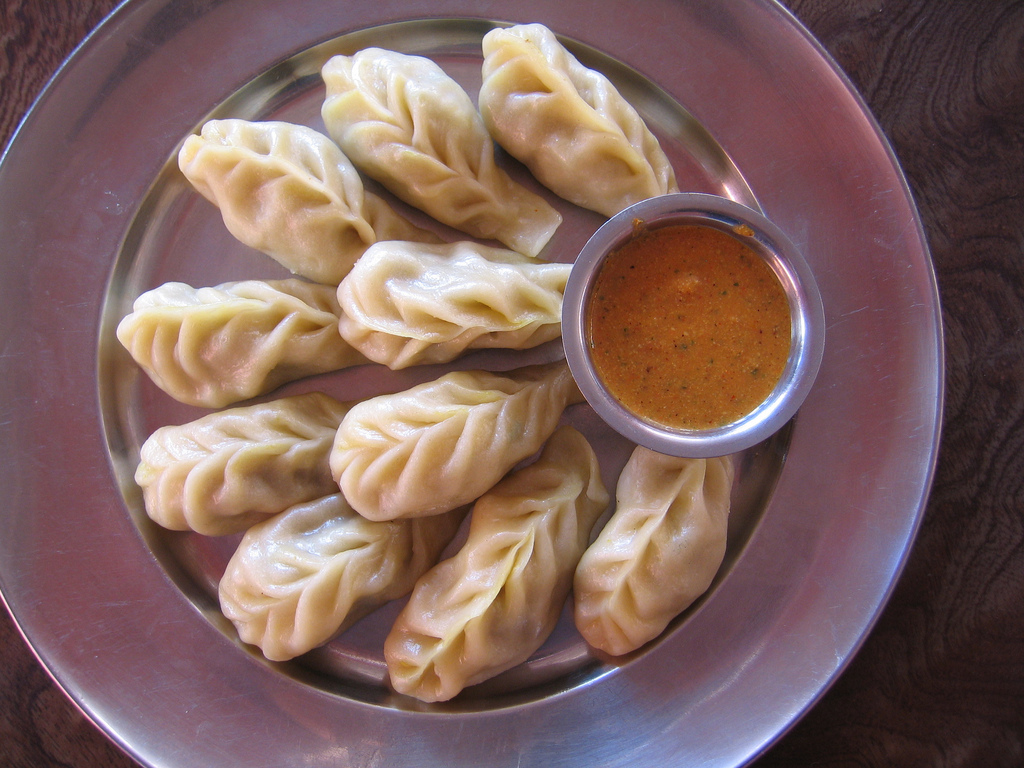
Nepálské momo

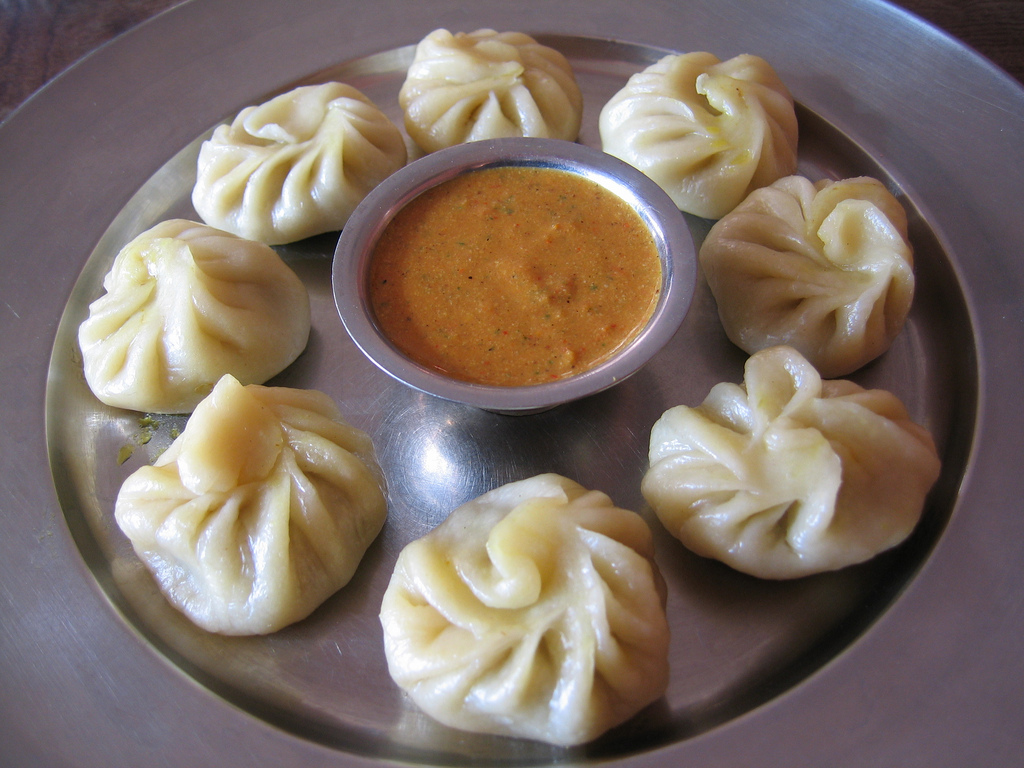
Momo

Momo (nepálsky म:म:, tibetsky མོག་མོག་; wylie: mog mog) je druh knedlíčků, které jsou tradičním pokrmem v Nepálu, Tibetu, Bhútánu, Sikkimu a Ladaku. Momo se podobají čínským knedlíčkům jiaozi, ruským pelmením, italským ravioli nebo mongolským búz.

## Příprava
Momo se připravují z jednoduchého těsta z mouky a vody, někdy se přidává trochu droždí nebo jedlé sody. Z tohoto těsta se udělají malé placičky které se naplní různými ingrediencemi:
- Maso – tvoří nejčastější náplň momo. V Tibetu, Nepálu a severovýchodní Indii se nejčastěji používá maso jaků, koz, buvolů a kuřecí, zatímco v Ladaku je běžné jehněčí a maso jaků. V ostatních indických městech (Guváhátí, Šillong) je nejoblíbenější kuřecí a vepřové. Maso se může dochutit česnekem, cibulí, koriandrem nebo šalotkou. [1]
- Sýr – momo plněné sýrem jsou časté v Bhútánu a Sikkimu. [2]
- Zelenina – vegetariánská momo jsou oblíbená v Nepálu a Indii.

Náplň se zabalí buď do šátečku, nebo do kapsy ve tvaru půlměsíce. Momo se po zabalení uvaří v páře.